# Ашшур-убалліт II
Ашшур-убалліт II — останній цар Ассирії, його правління припадало на кінець VII століття до н. е. Імовірно, був братом Ашшурбаніпала та п'ятим сином Асархаддона. Первинно був первосвящеником Ехулхула, храму бога Місяця Сіна в Харані.

## Правління
Наприкінці 612 року до н. е. Ашшур-убалліт був обраний царем тією частиною ассирійського війська та знаті, яким удалось прорватись до Харана після падіння Ніневії. Ассирійці на чолі зі своїм новим царем сподівались на допомогу Єгипту, який докладав усіх зусиль, щоб не допустити до своїх кордонів скіфів, мідійців і вавилонян. 611 року вавилоняни почали операції в районі Харана, захопивши область Шуппа. Згодом Набопаласар захопив місто Руггуліті при впадінні до Євфрату річки Сагур.
Наступного року відбулись вирішальні бої за Харан. В результаті спільних дій вавилонян і мідійців Харан був розграбований. Там був залишений вавилонський гарнізон. 605 року до н. е. зазнали поразки головна єгипетська армія й рештки загонів Ашшур-убалліта. Таким чином Ассирія та її цар Ашшур-убалліт назавжди зникли зі сторінок історії.